# Bruno Guasch
Pour les articles homonymes, voir Guasch.
Pas d'image ? Cliquez ici

a Compétitions nationales et continentales officielles uniquement.

b Matchs officiels uniquement.
Bruno Guasch, né le 29 mars 1961 à Perpignan et mort le 8 mai 2019 à Perpignan, est un joueur de rugby à XIII français dans les années 1980 et 1990 évoluant au poste de demi de mêlée.
Il est formé au club de Perpignan du XIII Catalan avec lequel il joue en senior. Il rejoint par la suite le club voisin de Saint-Estève avant de revenir au XIII Catalan pour y terminer sa carrière.

## Biographie
Son père, José Guasch, est un réfugié républicain espagnol et devient un joueur de rugby à XV sous les couleurs de Perpignan disputant notamment la finale du Championnat de France 1951-1952. Désirant ouvrir une boucherie, il demande un prêt à l'USAP mais ce dernier refuse, le XIII catalan en revanche soutient son initiative s'il rejoint le rugby à XIII, ce qu'il fit.
Son frère, Bernard Guasch, a évolué sous les couleurs du XIII Catalan et de Saint-Estève, et neveu fils Joan Guasch a évolué sous les couleurs des Dragons Catalans et de Saint-Estève XIII Catalan.
Formé au XIII Catalan, Bruno Guasch y remporte le Championnat de France juniors au sein du club qui règne sur le rugby à XIII français à la fin des années 1970 et dans les années 1980. Il y fait ses débuts en seniors remportant le Championnat de France en 1982 sans qu'il prenne part à la finale.
En 1982, il s'engage pour le club voisin de Saint-Estève aux côtés de son frère Bernard. Il retourne en fin de carrière au XIII Catalan disputant la finale de la Coupe de France en 1993 perdue 10-12 contre Saint-Estève.

## Palmarès
- Collectif :
  - Vainqueur du Championnat de France : 1982[2] (XIII Catalan).
  - Finaliste du Championnat de France : 1981[2] et 1993[2] (XIII Catalan).
  - Finaliste de la Coupe de France : 1981[2], 1993 (XIII Catalan) et 1986 (Saint-Estève).

### Détails en sélection
| 1. | 17 février 1984 | Grande-Bretagne  | 0-10 | Test-match     | Remplaçant    | - | - | - | - |
| 1. | 7 décembre 1985 | Nouvelle-Zélande | 0-22 | Coupe du monde | Demi de mêlée | - | - | - | - |